# Beat Kammerlander
Beat Kammerlander (* 14. Jänner 1959 in Nüziders/Vorarlberg) ist ein österreichischer Sportkletterer.

## Leben
Beat Kammerlander ist ein staatlich geprüfter Berg- und Skiführer und Schilehrer und übt diese Berufe auch aktiv aus, zudem ist er einer der bekanntesten Kletterer, der im Winter auch (anspruchsvolle) Skitouren macht. Über seine Unternehmungen hält er auch regelmäßig Vorträge.
Mit 18 Jahren begann Kammerlander mit dem Klettersport – heute zählt zu den weltbesten Sportkletterern und hat maßgeblich zur Entwicklung des Klettersports beigetragen, insbesondere im alpinen Gelände. Seine Erstbegehung „Unendliche Geschichte“ aus dem Jahr 1991 im Rätikon ist die erste alpine Felsroute im oberen zehnten Grad. Darüber hinaus zählte seine Route „Silbergeier“ (Schwierigkeit X+ (UIAA), 1994) jahrelang zu den drei schwersten Alpintouren der Welt, der Trilogie, bis Alexander Huber mit „Bellavista“ in der Nordwand der Westlichen Zinne im Jahre 2001 eine noch schwerere Route klettern konnte.
1997 richtete er die Mehrseillängenroute „WoGü“ (7 Seillängen), im Rätikon-Massiv ein, die er nach Wolfgang Güllich benannte und beging sie als erster. Die erste Rotpunkt-Begehung dieser Route gelang Adam Ondra im Jahr 2008.
Auch als Sportkletterer war er sehr erfolgreich, so gelangen ihm mit „Speed“ (XI-/XI) und „Missing Link“ (XI) am Voralpsee in der Schweiz zwei äußerst schwere Routen. 2009 gelang ihm die Wiederholung seiner Route „Prinzip Hoffnung“ aus dem Jahr 1997 ohne Verwendung von Bohr- oder Normalhaken, also clean. Beat Kammerlander bewertete die Route mit X/X+, E9–E10. Die E-Skala bezieht sich auf die englische Skala und steht für den psychischen Anspruch der Route.

## Wichtige Begehungen
- Winterbegehung der Eiger-Nordwand (1980)
- Solobegehung des Mittelpfeilers am Heiligkreuzkofel (VIII) (1981)
- New Age, Rätikon (1988)
- Unendliche Geschichte, Rätikon (X+/8b+), 1991, vorübergehend die schwierigste alpine Felsroute
- Silbergeier, Rätikon (1993)
- Prinzip Hoffnung, Bürser Platte (X/X+ bzw. 8b/8b+)
- Kampfzone, Kleiner Turm im Rätikon-Massiv (2017) (1. Seillänge 8b+, 2. Sl. 8c-, 3. Sl. 8a+-, 4. Sl. 7a, 5. Sl. 7c)

## Privates
Beat Kammerlander lebt mit seiner Frau Christine, mit der er einen Sohn (* 2014) und eine Tochter (* 2016) hat, die ebenfalls bergbegeistert sind und klettern, in Feldkirch.